# Île Aquidneck
L'île Aquidneck est la plus grande île de la baie de Narragansett dans l'État américain de Rhode Island. D'une superficie de 97,9 km2, elle comptait 60 870 habitants en 2000. Trois villes se partagent le territoire de l'île : du sud au nord, Newport, cinquième ville de l'État,  Middletown et Portsmouth.

## Description
L'origine du nom de l'État n'est pas clair mais vient peut-être du  navigateur italien Giovanni da Verrazano qui a signalé la similarité qu'il trouvait entre Block Island, au large de la baie, et l'île grecque de Rhodes. Mais certains colons anglais ont estimé plus tard qu'il devait faire plutôt référence à l'île Aquidneck et non à celle de Block. Une autre hypothèse vient du nom qu'a donné en 1614 le navigateur néerlandais Adriaen Block à l'île Aquidneck, Roodt Eylandt pour "l'ile rouge" du fait de ses côtes argileuses et qui aurait été ensuite anglicisé en Rhodes Island.
L'accès de l'île Aquidneck se fait par trois ponts :
- le Claiborne Pell Newport Bridge, pont suspendu, inauguré en 1969, relie Aquidneck à l'île Conanicut, à l'ouest ;
- le Mount Hope Bridge, pont suspendu inauguré en 1929, relie l'île à son extrémité Nord, à Bristol sur le continent ;
- le Sakonnet River Bridge, pont inauguré en 1956, relie l'île à son extrémité Nord-Est à Tiverton sur le continent. La Sakonnet River n'est pas une rivière mais un bras de mer séparant l'île Aquidneck du continent.

L'île abrite le Collège de guerre navale (Naval War College), école et institution de recherche de l'US Navy, située au Nord de Newport, qui développe de nouvelles théories sur la guerre navale.